# HEATR1
Protein chứa đoạn lặp HEAT 1 (tiếng Anh: HEAT repeat-containing protein 1) là protein ở người được mã hóa bởi gen HEATR1.